# Popeye, a tengerész

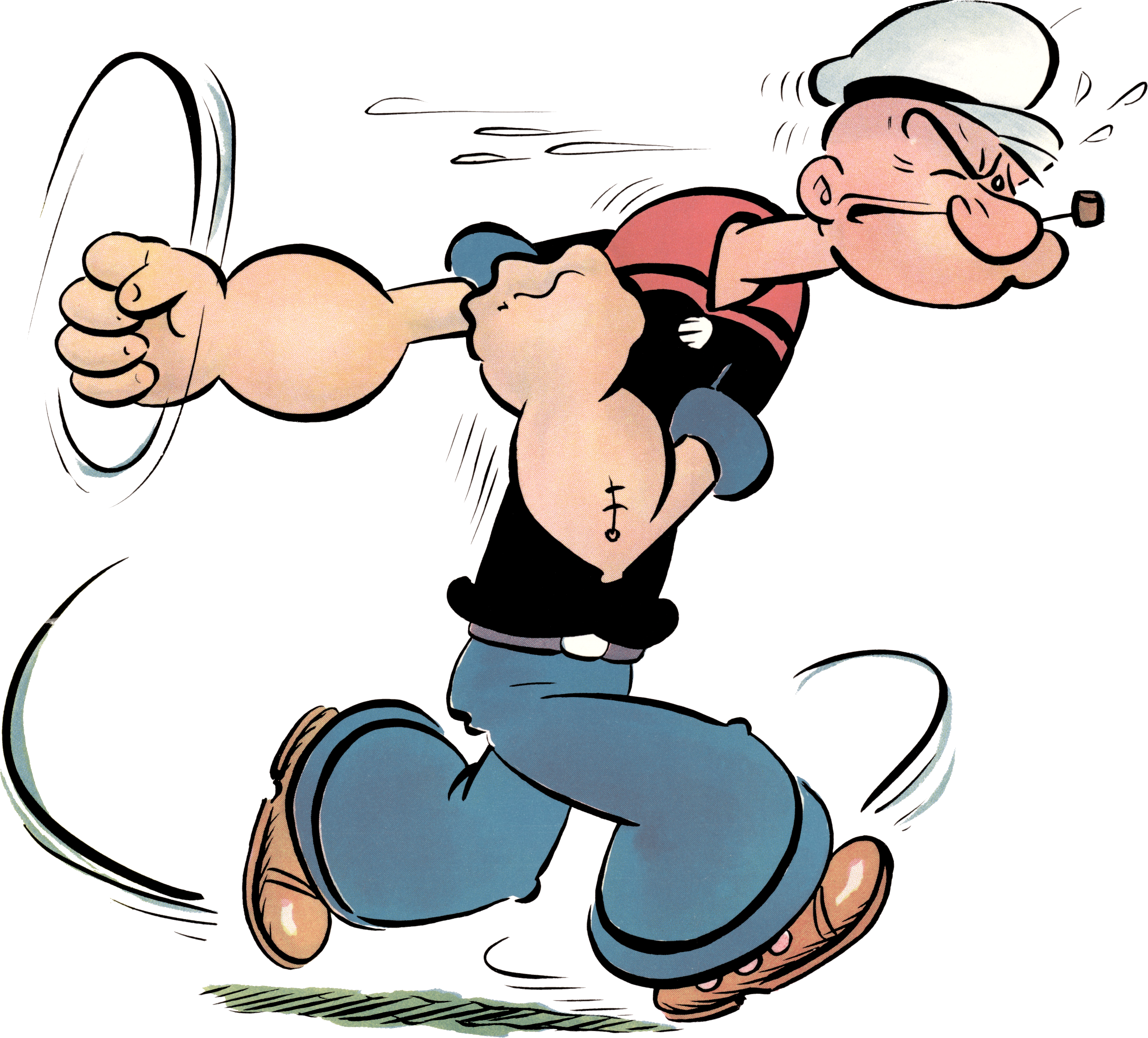
Popeye

Popeye, a tengerész amerikai képregény- és rajzfilmfigura a Popeye, a tengerész rajzfilmsorozat címszereplője. Elzie Crisler Segar alkotása, amely hatalmas sikert aratott az amerikai képregény és mozi aranykorában. 

## Története

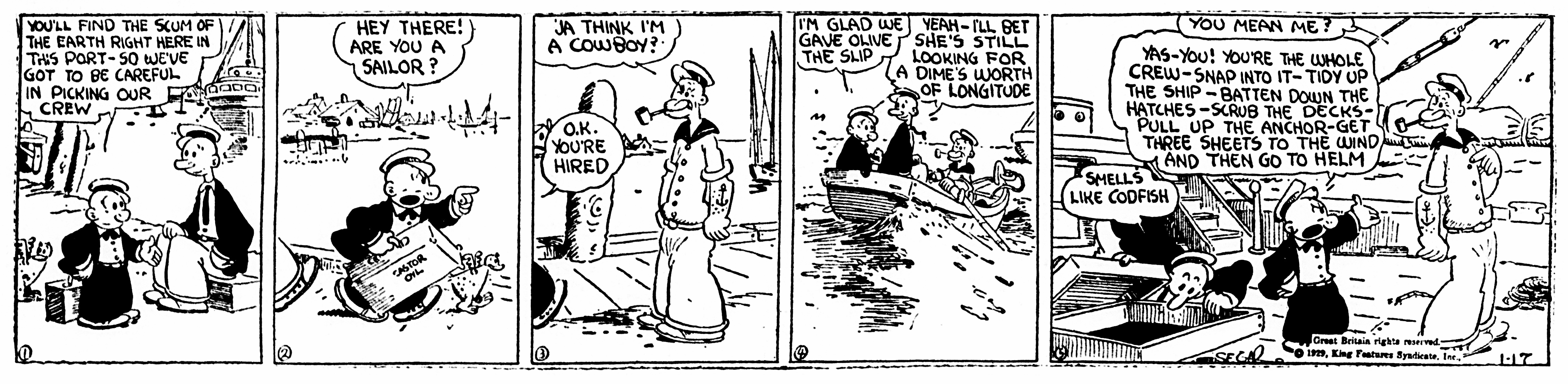
Popeye első megjelenése a Thimble Theatre képregényben

Popeye először képregényben jelent meg, 1929. január 17-én a King features által nyomtatott Thimble Theatre képregénysorozatban. A képregény ekkor már 10 éve készült, a karakter hamar az egyik legismertebb képregényszereplővé vált annak ellenére, hogy eredetileg egyszeri mellékszereplőnek szánták. Segar 1938-ban bekövetkezett halála után a képregénysorozatot számos író folytatta.
1933-ban, látván a képregény sikerét, a Fleischer Studios (Későbbi nevén Famous Studios) rajzfilmsorozatot készített belőle a Paramount Pictures számára, melynek epizódjait 1957-ig vetítették az amerikai mozik. 1939 előtt az alkotók Max és Dave Fleischer, 1939-től 1957-ig Tom Sims és a magyar felmenőkkel rendelkező Zaboly Béla voltak. 1960 és 1963 között készült el az első, kifejezetten a televízióba szánt rajzfilmsorozat, amelyen szintén dolgozott egy magyar származású alkotó, Halász János személyében, akinek a stúdiójában, a Halas and Batchelorban is készültek epizódok.
1980-ban élőszereplős filmvígjáték is készült Popeye címmel.

## Témája
A rajzfilmsorozatban Popeye minden áron meg akarja hódítani szerelmét, Oliva Oylt. Popeye kedvenc étele a spenót, miután elfogyasztja, emberfeletti erőre tesz szert, és könnyedén legyőzi ellenségeit. A nála sokkal nagyobb méretű Bluto (néha Brutus) Popeye legfőbb riválisa, aki sokszor magához próbálja csábítani Oliva Oylt. A történetekben néha megjelenik Popeye barátja, a hamburgerfaló Wimpy is, aki több alkalommal mint potenciális vásárló jelenik meg a színen, akiért Popeye és Bluto verseng az éppen aktuális üzletük fellendítése érdekében. Ilyenkor jórészt kiderül, hogy Wimpy csak hitelre tud vásárolni.

## Magyar sugárzás
Magyarországon az 1960-as rajzfilmsorozatot vetítették először a televízióban. A 90-es évek elején a Duna Televízió, majd később az Msat is leadta. Néhány rész ezek közül VHS-en is megjelent a Hungarovideo jóvoltából, hangalámondásos változatban. A mozis epizódok magyar szinkronnal 2003-ban voltak láthatók először a Filmmúzeum műsorán. 2004-ben a Filmmúzeumon látott epizódokat DVD-n is kiadták Popeye megszületésének 75. évfordulója alkalmából. Ezeket a részeket évekkel később a TV2 is műsorra tűzte a TV2 Matiné műsorblokkban. Új szinkron a 2000-es évek végén készült a mozikban sugárzott részekhez a Boomerang műsorára, ahol a csatorna egyik első magyar nyelven sugárzott rajzfilmje volt.
A Hanna-Barbera megszerezve a franchise jogait, több rajzfilmsorozatot is készített. Az 1987-es, Popeye és fia című sorozat Magyarországon is megjelent VHS-en a ZOOM Kft. forgalmazásában. A 13 epizódot három kazettára lebontva adták ki. Popeye hangja Csuha Lajos, Oliváé Zsurzs Kati, Blutoé Csuja Imre, Wimpyé pedig Petrik József és Elekes Pál volt. A széria Popeye és Oliva fiát és annak barátait helyezi a középpontba.

## Szinkron
| Szereplő  | Magyar hang (TV-sorozat 1960-1963) | Magyar hang (TV-sorozat 1960-1963) | Magyar hang (Mozi-sorozat 1933-1957) | Magyar hang (Mozi-sorozat 1933-1957) |
| Szereplő  | Hangalámondás (VHS, Hungarovideo)  | Szinkron (Duna TV)                 | 1. szinkron (Filmmúzeum)             | 2. szinkron (Boomerang)              |
| --------- | ---------------------------------- | ---------------------------------- | ------------------------------------ | ------------------------------------ |
| Popeye    | Józsa Imre                         | Szombathy Gyula                    | Vizy György                          | Berzsenyi Zoltán                     |
| Popeye    | Józsa Imre                         | Szombathy Gyula                    | Orosz István                         | Berzsenyi Zoltán                     |
| Oliva Oyl | Kovács Nóra                        | Pálos Zsuzsa                       | Koffler Gizi                         | Kiss Virág                           |
| Bluto     | Ujréti László                      | Hollósi Frigyes                    | Faragó András                        | Ifj. Jászai László                   |
| Wimpy     | N/A                                | ?                                  | Szűcs Sándor                         | Szokol Péter                         |
| Wimpy     | N/A                                | ?                                  | Bolla Róbert                         | Szokol Péter                         |
| Wimpy     | N/A                                | ?                                  | Csuha Lajos                          | Szokol Péter                         |
| Narrátor  | Ujréti László                      | Kovács M. István                   | Tóth G. Zoltán                       | Tóth G. Zoltán                       |

## Ismertebb Popeye filmek
- Popeye a tengerész: Találkozás Szinbáddal
- Popeye a tengerész: Találkozás Ali Babával
- Popeye a tengerész: Aladdin és a csodalámpa

## Fordítás
Ez a szócikk részben vagy egészben  a   Popeye című angol Wikipédia-szócikk fordításán alapul.  Az eredeti cikk szerkesztőit annak laptörténete sorolja fel. Ez a jelzés csupán a megfogalmazás eredetét és a szerzői jogokat jelzi, nem szolgál a cikkben szereplő információk forrásmegjelöléseként.